# 殿前街道
殿前街道是中国福建省厦门市湖里区下辖的一个街道。

## 行政区划
殿前街道共辖8个社区，分别是：
兴隆社区、兴园社区、长乐社区、北站社区、神山社区、嘉福社区、高殿社区、马垄社区。